# David Laury
David Laury (East Orange, 9 aprile 1990) è un ex cestista statunitense.

## Carriera
Il 24 novembre 2019 firma un accordo con l'Hapoel Tel Aviv per tutta la stagione restante, tuttavia quattro giorni dopo rescinde il contratto a causa di motivi personali.